# أبو دقيق البرسيم
أبو دقيق البرسيم أو فراشة زهرة الثالوث الزرقاء (الاسم العلمي Junonia orithya)، حشرة فراشية من الحورائيات. أعطانها أفريقيا، وجنوب شرق آسيا، وأستراليا.